# Grand Prix Formule 1 van Turkije 2005

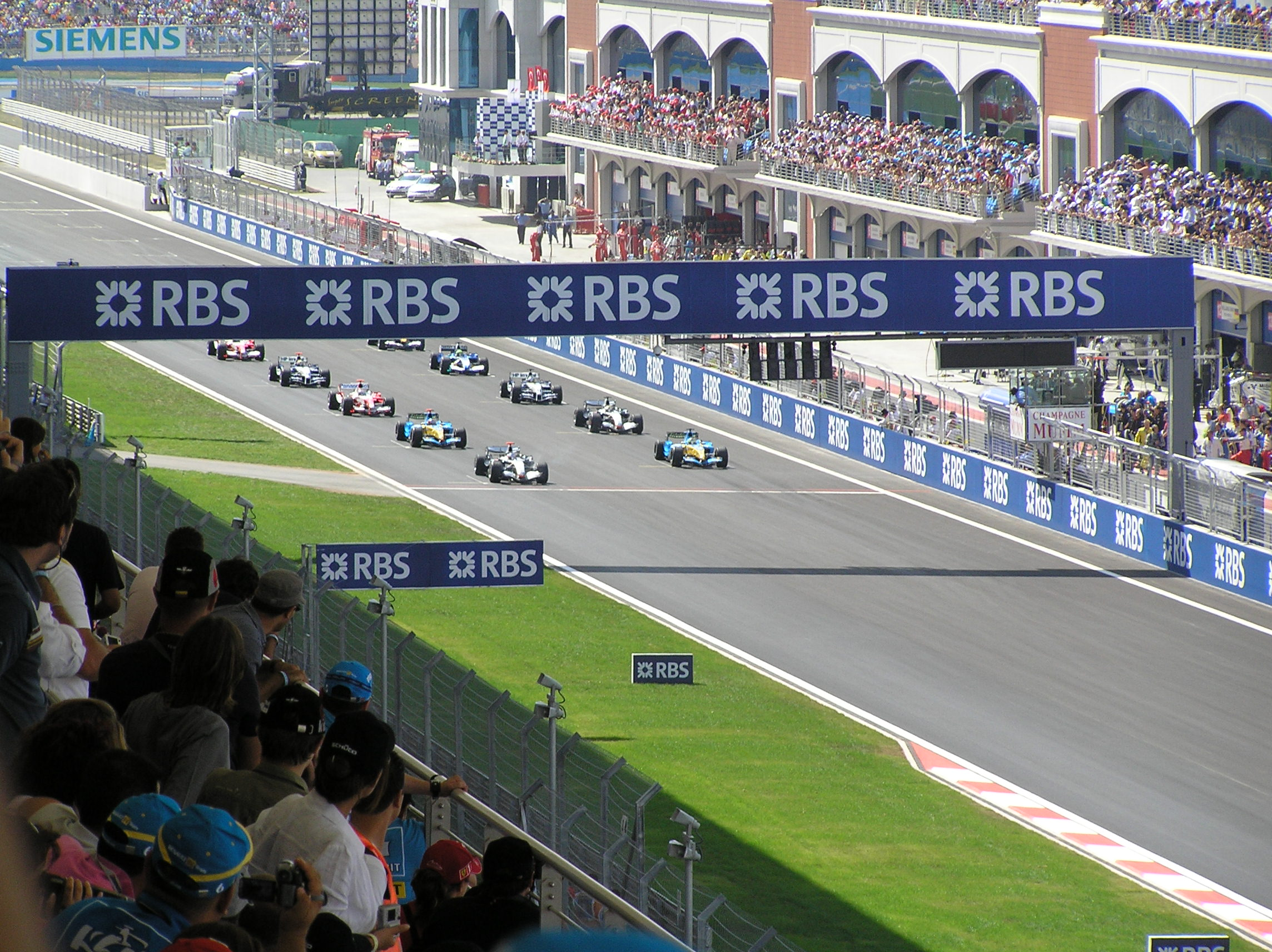
Start van de race

De Grand Prix Formule 1 van Turkije 2005 werd gehouden op 21 augustus 2005 op Istanbul Park in Istanbul.

## Testrijders op vrijdag
| Team                | Rijder            |
| ------------------- | ----------------- |
| McLaren - Mercedes  | Pedro de la Rosa  |
| Sauber - Petronas   | -                 |
| Red Bull - Cosworth | Vitantonio Liuzzi |
| Toyota              | Ricardo Zonta     |
| Jordan-Toyota       | Nicolas Kiesa     |
| Minardi - Cosworth  | Enrico Toccacelo  |

## Uitslag
| Positie | Nummer | Rijder               | Team                | Ronden | Tijd/Opgave    | Startplaats | Punten |
| ------- | ------ | -------------------- | ------------------- | ------ | -------------- | ----------- | ------ |
| 1       | 9      | Kimi Räikkönen       | McLaren - Mercedes  | 58     | 1:24:34.454    | 1           | 10     |
| 2       | 5      | Fernando Alonso      | Renault             | 58     | +18.609        | 3           | 8      |
| 3       | 10     | Juan Pablo Montoya   | McLaren - Mercedes  | 58     | +19.635        | 4           | 6      |
| 4       | 6      | Giancarlo Fisichella | Renault             | 58     | +37.973        | 2           | 5      |
| 5       | 3      | Jenson Button        | BAR-Honda           | 58     | +39.304        | 13          | 4      |
| 6       | 16     | Jarno Trulli         | Toyota              | 58     | +55.420        | 5           | 3      |
| 7       | 14     | David Coulthard      | Red Bull - Cosworth | 58     | +1:09.292      | 12          | 2      |
| 8       | 15     | Christian Klien      | Red Bull - Cosworth | 58     | +1:11.622      | 10          | 1      |
| 9       | 4      | Takuma Sato          | BAR-Honda           | 58     | +1:19.987      | 20          |        |
| 10      | 2      | Rubens Barrichello   | Scuderia Ferrari    | 57     | +1 Ronde       | 11          |        |
| 11      | 11     | Jacques Villeneuve   | Sauber - Petronas   | 57     | +1 Ronde       | 16          |        |
| 12      | 17     | Ralf Schumacher      | Toyota              | 57     | +1 Ronde       | 9           |        |
| 13      | 20     | Robert Doornbos      | Minardi - Cosworth  | 55     | +3 Rondes      | 17          |        |
| 14      | 19     | Narain Karthikeyan   | Jordan-Toyota       | 55     | +3 Rondes      | 18          |        |
| 15      | 18     | Tiago Monteiro       | Jordan-Toyota       | 55     | +3 Rondes      | 14          |        |
| Ret     | 21     | Christijan Albers    | Minardi - Cosworth  | 48     | Uitgevallen    | 15          |        |
| Ret     | 1      | Michael Schumacher   | Scuderia Ferrari    | 32     | Schade botsing | 19          |        |
| Ret     | 8      | Nick Heidfeld        | Williams-BMW        | 29     | Band           | 6           |        |
| Ret     | 12     | Felipe Massa         | Sauber - Petronas   | 28     | Motor          | 8           |        |
| Ret     | 7      | Mark Webber          | Williams-BMW        | 20     | Band           | 7           |        |

## Wetenswaardigheden
- Eerste race: Turkije, Istanbul Park.
- Rondeleiders: Kimi Räikkönen 58 (1-58).
- Takuma Sato moest achteraan starten nadat hij Mark Webber had gehinderd. Ook Michael Schumacher startte achteraan, hij spinde.
- De remmen van Robert Doornbos brandden af.
- Narain Karthikeyan maakte twee motorfouten mee.
- Beide auto's van Williams vielen uit door bandenproblemen.
- Michael Schumacher en Mark Webber botsten in ronde 14. Schumachers voorwielophanging was beschadigd, maar reed later de race wel weer verder. Webber verloor zijn neus.
- Juan Pablo Montoya was op weg naar een tweede plaats, maar in de voorlaatste ronde haalde hij Tiago Monteiro een ronde in, waarbij hij zich overremde en zijn diffuser beschadigde. In de volgende ronde verloor Montoya de grip en reed rechtdoor in bocht 8, waarmee hij de tweede plaats schonk aan Fernando Alonso.
- Felipe Massa verloor zijn voorvleugel en bargeboard in een botsing in de eerste ronde met Nick Heidfeld. Nadat deze waren vervangen ging hij verder met de race, maar viel uit door motorpech in ronde 28.
- De snelste ronde van Juan Pablo Montoya was ruim 2 seconden sneller dan de pole positiontijd van zijn teamgenoot, normaal zijn snelste ronden in de race langzamer dan de poletijd.
- 's Morgens tijdens de GP2 regende het, maar 's middags tijdens de race was de baan droog en was het 30 graden.
- Op vrijdag waren er 40.000 toeschouwers, op zaterdag 53.000 en op zondag 100.000.

## Standen na de Grand Prix

### Coureurs
| Positie | Nummer | Rijder             | Team             | Punten |
| ------- | ------ | ------------------ | ---------------- | ------ |
| 1       | 5      | Fernando Alonso    | Renault          | 95     |
| 2       | 9      | Kimi Räikkönen     | McLaren          | 71     |
| 3       | 1      | Michael Schumacher | Scuderia Ferrari | 55     |
| 4       | 10     | Juan Pablo Montoya | McLaren          | 40     |
| 5       | 16     | Jarno Trulli       | Toyota           | 39     |

### Constructeurs
| Positie | Nummers | Team             | Rijders                               | Punten |
| ------- | ------- | ---------------- | ------------------------------------- | ------ |
| 1       | 5 6     | Renault          | Fernando Alonso Giancarlo Fisichella  | 130    |
| 2       | 9 10    | McLaren          | Kimi Räikkönen Juan Pablo Montoya     | 123    |
| 3       | 1 2     | Scuderia Ferrari | Michael Schumacher Rubens Barrichello | 86     |
| 4       | 16 17   | Toyota           | Jarno Trulli Ralf Schumacher          | 73     |
| 5       | 7 8     | Williams         | Mark Webber Nick Heidfeld             | 52     |

## Statistieken
| Snelste ronde | Juan Pablo Montoya | McLaren - Mercedes | 1:24.770 |

## Noot
- Dit was de honderdste Grand Prix-start voor een Colombiaanse coureur en de vijftigste Grand Prix-start voor een Portugese coureur.

2005 · 2006 · 2007 · 2008 · 2009 · 2010 · 2011 · 2020 · 2021